# دهستان غرجي (مقاطعة بوئين و مياندشت)
دهستان غرجي (بالفارسية: دهستان گرجی) هي مديرية تقع في إيران في أصفهان. يقدر عدد سكانها بـ 606 نسمة .